# Садукеи
Садукеите са едно от главните течения в юдаизма в периода около II век пр. Хр. до I век.
Оцелелите до днес сведения за садукеите идват главно от техни противници, най-вече християни и фарисеи, поради което често съдържат отрицателни оценки за тях. Садукеите изглежда имат влияние главно сред висшите класи в Юдея и заемат водещо положение сред свещениците на Втория храм в Йерусалим. Те отхвърлят Устния закон на фарисеите и тяхната доктрина за телесното възкресение, като се придържат по-строго към писаните текстове на Танах.
Движението на садукеите заглъхва с превземането на Йерусалим и опожаряването на храма от император Тит през 70 година.